# إييدا (ناغانو)
مدينة ليدا (باليابانية:飯田市) هي أحد المدن التابعة لمحافظة ناغانو. تأسست رسميًا في 30/09/1956. ويقدر عدد سكانها بـ 107129 نسمة حسب تقدير مكتب الإحصاء الياباني لعام 2012. تبلغ مساحة إييدا 658.76 كم2. بكثافة سكانية تبلغ 163 نسمة/كم2.

## المناخ
يظهر الجدول التالي التغييرات المناخية على مدار السنة لإييدا:
| البيانات المناخية لـإييدا         | البيانات المناخية لـإييدا | البيانات المناخية لـإييدا | البيانات المناخية لـإييدا | البيانات المناخية لـإييدا | البيانات المناخية لـإييدا | البيانات المناخية لـإييدا | البيانات المناخية لـإييدا | البيانات المناخية لـإييدا | البيانات المناخية لـإييدا | البيانات المناخية لـإييدا | البيانات المناخية لـإييدا | البيانات المناخية لـإييدا | البيانات المناخية لـإييدا |
| الشهر                             | يناير                     | فبراير                    | مارس                      | أبريل                     | مايو                      | يونيو                     | يوليو                     | أغسطس                     | سبتمبر                    | أكتوبر                    | نوفمبر                    | ديسمبر                    | المعدل السنوي             |
| --------------------------------- | ------------------------- | ------------------------- | ------------------------- | ------------------------- | ------------------------- | ------------------------- | ------------------------- | ------------------------- | ------------------------- | ------------------------- | ------------------------- | ------------------------- | ------------------------- |
| متوسط درجة الحرارة الكبرى °م (°ف) | 6.4 (43.5)                | 7.6 (45.7)                | 11.7 (53.1)               | 18.5 (65.3)               | 22.9 (73.2)               | 25.5 (77.9)               | 28.9 (84.0)               | 30.3 (86.5)               | 25.9 (78.6)               | 19.9 (67.8)               | 14.6 (58.3)               | 9.1 (48.4)                | 18.4 (65.2)               |
| المتوسط اليومي °م (°ف)            | 0.5 (32.9)                | 1.4 (34.5)                | 5.0 (41.0)                | 11.6 (52.9)               | 16.2 (61.2)               | 19.9 (67.8)               | 23.5 (74.3)               | 24.4 (75.9)               | 20.2 (68.4)               | 13.6 (56.5)               | 7.9 (46.2)                | 2.7 (36.9)                | 12.2 (54.0)               |
| متوسط درجة الحرارة الصغرى °م (°ف) | −4.6 (23.7)               | −3.8 (25.2)               | −0.8 (30.6)               | 5.5 (41.9)                | 10.1 (50.2)               | 15.3 (59.5)               | 19.5 (67.1)               | 20.1 (68.2)               | 16.1 (61.0)               | 8.9 (48.0)                | 2.7 (36.9)                | −2.4 (27.7)               | 7.2 (45.0)                |
| الهطول مم (إنش)                   | 54.6 (2.15)               | 74.6 (2.94)               | 123.9 (4.88)              | 147.6 (5.81)              | 150.9 (5.94)              | 239.0 (9.41)              | 213.4 (8.40)              | 148.7 (5.85)              | 195.7 (7.70)              | 117.3 (4.62)              | 77.5 (3.05)               | 48.3 (1.90)               | 1٬591٫5 (62.65)           |
| متوسط تساقط الثلوج سم (إنش)       | 20 (7.9)                  | 20 (7.9)                  | 8 (3.1)                   | 0 (0)                     | 0 (0)                     | 0 (0)                     | 0 (0)                     | 0 (0)                     | 0 (0)                     | 0 (0)                     | 1 (0.4)                   | 6 (2.4)                   | 55 (21.7)                 |
| متوسط الرطوبة النسبية (%)         | 65                        | 64                        | 62                        | 64                        | 67                        | 74                        | 77                        | 76                        | 78                        | 77                        | 73                        | 69                        | 71                        |
| ساعات سطوع الشمس الشهرية          | 162.0                     | 157.0                     | 184.1                     | 177.9                     | 200.2                     | 145.8                     | 157.8                     | 186.4                     | 136.2                     | 141.9                     | 136.1                     | 149.8                     | 1٬935٫2                   |
| المصدر: NOAA (1961-1990)          |                           |                           |                           |                           |                           |                           |                           |                           |                           |                           |                           |                           |                           |

## توأمة
لإييدا (ناغانو) اتفاقيات توأمة مع كل من:
- شارفيل-ميزيير
- تسوياما
- إيسه

## أعلام
- تاناكا يوشيو